# Quận của tỉnh Ariège
3 quận của tỉnh Ariège gồm:
1. Quận Foix, (tỉnh lỵ của tỉnh Ariège: Foix) với 9 tổng và 135 xã. Dân số của quận này là 51.790 người năm 1990, 50.114 người năm 1999, tăng trưởng dân số là 3.24%.
2. Quận Pamiers, (quận lỵ: Pamiers) với 7 tổng và 115 xã. Dân số của quận này là 58.442 người năm 1990, và 61.058 người năm 1999, tăng trưởng dân số là 4.48%.
3. Quận Saint-Girons, (quận lỵ: Saint-Girons) với 6 tổng và 82 xã. Dân số của quận này là 26.223 người năm 1990, và 26.033 người năm 1999, tăng trưởng dân số là 0.72%.